# Assis Chateaubriand
Francisco de Assis Chateaubriand Bandeira de Melo (Umbuzeiro, 5 ottobre 1892 – San Paolo, 4 aprile 1968) è stato un giornalista, imprenditore e collezionista d'arte brasiliano.

## Biografia

Assis Chateaubriand nel 1957.

Iniziò l'attività giornalistica a Recife, scrivendo su testate locali quali Diário de Pernambuco e Jornal Pequeno.
Nel 1915 si trasferì a Rio de Janeiro, dove collaborò con il quotidiano Correio da Manhã.
Nel 1924 acquistò la proprietà del quotidiano carioca O Jornal. Sorse così la costruzione dell'impero mediatico Diários Associados, che si espanse inizialmente nel settore della stampa con l'acquisizione di altre testate,
per allargarsi alla radio nel corso degli anni 1930 e poi, nel 1950, alla televisione con Rede Tupi, la prima emittente televisiva dell'America latina.
Con la collaborazione del critico d'arte italiano Pietro Maria Bardi fondò il Museo d'Arte di San Paolo a cui conferì parte delle opere da lui collezionate.
Nel 1954 fu eletto membro dell'Accademia Brasiliana delle Lettere.

## Vita privata
Ebbe una breve relazione con Yolanda Penteado.  In seguito si sposò con Maria Henriqueta Barroso do Amaral e con lei mise al mondo un figlio, Fernando.

## Nella cultura di massa
- L'attore Leonardo Medeiros l'ha impersonato nella miniserie televisiva Hebe: A Estrela do Brasil, incentrata sulla figura di Hebe Camargo.

## Premi
- Premio Maria Moors Cabot: 1945[7]